# Adrian Dobrea
Adrian Dobrea (n. 28 august 1968) este un fost fotbalist român. Actualmente retras, a evoluat pe postul de atacant la mai multe grupări de primă ligă cum ar fi: Petrolul Ploiești, FC Argeș, Oțelul Galați, Poli Iași, Foresta Suceava. Antrenează grupa de 2002 a Clubului Sportiv Muncipal Iasi.

## Activitate
- FC Ploiești (1991-1992)
- Petrolul Ploiești (1992-1993)
- FC Argeș Pitești (1992-1993)
- Oțelul Galați (1993-1994)
- Poli Iași (1994-1996)
- Oțelul Galați (1996-1997)
- Foresta Suceava (1997-1999)
- Poli Iași (1998-2000)
- Poli Unirea Iași (2001-2002)
- Poli Iași (2002-2004)